# Cedric Holland
Pour les articles homonymes, voir Holland.
Cedric Swinton Holland (né le 13 octobre 1889 à Alverstoke (en) et mort le 11 mai 1950) est un vice-amiral de la Royal Navy qui a participé à la Première et à la Seconde Guerre mondiale. Il a notamment commandé le HMS Ark Royal durant ce dernier conflit, et participé aux négociations avec les Français lors de la bataille de Mers el-Kébir.

## Distinctions
- Chevalier de l'ordre de la Couronne d'Italie